# Личардо (Козенца)
Личардо је насеље у Италији у округу Козенца, региону Калабрија.
Према процени из 2011. у насељу је живело 166 становника. Насеље се налази на надморској висини од 118 м.